# Мейер, Михал
Миха́л Ме́йер (пол. Michał Meyer; род. 2 сентября 1985, Варшава, Польская Народная Республика), имя при рождении — Миха́л Кова́льчик (пол. Michał Kowalczyk) — польский актёр кино и дубляжа и телеведущий.

## Биография
Родился 2 сентября 1985 года в Варшаве в Польской Народной Республике. В 2008 году, в возрасте 23 лет, окончил Академию театральных искусств имени Станислава Выспяньского в Кракове.
Первую заметную роль в своей карьере исполнил в 2014 году в военном фильме «Город 44», в котором он исполнил роль солдата с позывным «Паук».
Кроме того, фильмография Мейера состоит из таких фильмов, как «Комиссар Алекс» и «В добре и в зле».
В 2020 году Мейер исполнил первую главную роль в своей карьере в комедийном фильме ужасов «Все мои друзья мертвы».
В 2022 году Михал выступил ведущим песенного музыкального вокального телешоу «Маска», польской адаптации популярного международного формата «The Masked Singer».
В 2024 году принял участие в танцевальном телешоу «Танцы со звёздами», адаптации формата «Strictly Come Dancing».

## Личная жизнь
Михал уже несколько лет женат на актрисе Камиле Каминской и имеет от неё дочь (род. 17 мая 2021).

## Избранная фильмография
| Год         | Произведение          | Роль                                 | Примечания  |
| ----------- | --------------------- | ------------------------------------ | ----------- |
| 2008 — 2010 | Время чести           | Антек                                | телесериал  |
| 2012        | Маппеты               | Бунзен Хонейдев / шведский шеф-повар | дубляж      |
| 2013 — 2017 | Комиссар Алекс        | Зайдель / Конрад Новичк              | телесериал  |
| 2014        | Маппеты 2             | Бунзен Хонейдев / шведский шеф-повар | дубляж      |
| 2014        | Город 44              | «Паук»                               | фильм       |
| 2017        | В добре и в зле       | Мацек                                | телесериал  |
| 2020        | Все мои друзья мертвы | Гжегож Домбровский                   | фильм       |
| 2022        | Маска                 | ведущий                              | реалити-шоу |